# Frederick Joseph Kinsman
Frederick Joseph Kinsman, né le 27 septembre 1868 à Warren (Ohio) et mort le 18 juin 1944 à Lewiston (Maine), est un universitaire, historien et prélat épiscopalien américain, évêque de Delaware de 1908 à 1919, date à laquelle il démissionne de ses fonctions afin de se convertir au catholicisme.

## Biographie

### Formation et professorat
Kinsman étudie à la St. Paul's School (en) dans le New Hampshire et au Keble College, à Oxford. Après ses études, il exerce les charges de maître de la St. Paul's School, recteur de l'église Saint-Martin de New Bedford, dans le Massachusetts, puis il devient professeur d'histoire ecclésiastique à la Berkeley Divinity School (en), dans le Connecticut, et au General Theological Seminary à New York. Il travaille parallèlement comme historien de l'Église catholique.
Après sa conversion au catholicisme en 1919, il est nommé professeur d'histoire à l'Université catholique d'Amérique.

### Épiscopat
Le 3 juin 1908, il est élu à la tête du diocèse épiscopalien de Delaware. Il reçoit en effet les deux tiers des voix dès le premier tour. Il est alors consacré par l'évêque Daniel S. Tuttle, assisté d'Ozi W. Whitaker et de William Woodruff Niles.

### Conversion au catholicisme
Kinsman est nommé consultant auprès de la Société de l'Atonement, une communauté religieuse épiscopalienne travaillant pour l'unité entre les chrétiens et reçue au sein de l'Église catholique en 1909. En 1918, il fait partie des délégués épiscopaliens participant à une rencontre œcuménique avec les représentants de l'Église orthodoxe grecque, à New York. 
Le 14 mai 1919, il annonce son intention de démissionner de sa charge, ce qu'il fait en octobre suivant, afin d'être reçu au sein de l'Église catholique. 
Il vit alors les onze dernières années de sa vie à Lewiston, dans le Maine, où il meurt le 18 juin 1944.